# لاري د. مان
لاري د. مان هو ممثل كندي، ولد في 18 ديسمبر 1922 بتورونتو في كندا، وتوفي في 6 يناير 2014 بلوس أنجلوس في الولايات المتحدة.

## أعمال

### أفلام
- (1966) الروس قادمون
- (1967) في دفء الليل
- (1973) اللدغة

## وصلات خارجية
- لاري د. مان على موقع IMDb (الإنجليزية)
- لاري د. مان على موقع ألو سيني (الفرنسية)
- لاري د. مان على موقع أول موفي (الإنجليزية)
- لاري د. مان على موقع قاعدة بيانات الأفلام السويدية (السويدية)
- لاري د. مان على موقع قاعدة بيانات الفيلم (الإنجليزية)
- لاري د. مان على موقع كينوبويسك (الروسية)